# Condado de Elgeyo-Marakwet
El condado de Elgeyo-Marakwet es un condado de Kenia.
Se sitúa en el valle del Rift, al oeste del país, y su capital es Iten. La población total del condado es de 369 998 habitantes según el censo de 2009.

## Localización
El condado tiene los siguientes límites:
| Noroeste: Condado de Trans-Nzoia | Norte: Condado de West Pokot | Noreste: Condado de Baringo |
| Oeste: Condado de Uasin Gishu    |                              | Este: Condado de Baringo    |
| Suroeste: Condado de Uasin Gishu | Sur: Condado de Baringo      | Sureste: Condado de Baringo |

## Demografía
La villa formada por la conurbación de Iten y Tambach, siendo la primera localidad la capital del condado, es el único centro urbano importante de Elgeyo-Marakwet, con 44 448 habitantes en el censo de 2009.

## Transportes
Por el condado pasan varias carreteras importantes, pero no están bien conectadas las unas a las otras. Al norte pasa la B4, que une Nakuru con la A1 pasando por el condado de Baringo. Al sur pasa la B53, que une Eldoret con Eldama Ravine pasando por Nyaru. Por Iten y Tambach, en el centro del condado, pasa la C51, que une Eldoret con Marigat.